# 吸血少女対少女フランケン
『吸血少女対少女フランケン』（きゅうけつきしょうじょたいしょうじょフランケン）は、2009年8月15日に公開された日本映画。内田春菊のホラー漫画『闇のまにまに～吸血少女対少女フランケン～』を原作としている。主演は川村ゆきえ。

## あらすじ
都立東京高校に通う水島樹権は、転校生の美少女・有角もなみからバレンタインチョコを貰う。だが、チョコには人間を吸血体質にする薬が混ぜてあり、樹権は半吸血人間となってしまう。実はもなみは吸血少女であり、樹権に仲間になって一緒に生きて欲しいと告白する。樹権はやがて完全な吸血鬼になる決心をし、学校の屋上でもなみにキスをしようとする。そこへ、もなみに嫉妬してヒステリーを起こした自称・樹権のガールフレンドの富良野けい子が襲いかかり、勢い余って屋上から落ちて死んでしまう。するとマッドサイエンティストであるけい子の父のケン児が彼女を少女フランケンとして蘇らせる。吸血少女と少女フランケンによる恋の戦いが始まる。

## キャスト
- 川村ゆきえ：有角もなみ
- 斎藤工：水島樹権
- 乙黒えり：富良野けい子
- 津田寛治：富良野ケン児
- しいなえいひ：もなみの母親
- 亀谷さやか
- ジジ・ぶぅ
- 西崎彩
- Erina
- 紗代
- 星川桂
- 日向花蓮
- 田嶌友里香
- 光野亜季子
- 寺田奈美江
- 泉カイ
- せんだるか
- 石山知佳
- 幸将司
- 渋谷健太郎
- 永井穂花
- 大矢剛功
- 紅井ユキヒデ
- 水井真希
- 貴山侑哉
- 近藤久弥
- 宇佐美あいり
- 清水崇（友情出演）

## スタッフ
- 監督：友松直之、西村喜廣
- アクション監督：カラサワイサオ
- 製作者：三宅容介、及川次雄
- プロデューサー：中島純、旭正嗣
- エグゼクティブプロデューサー：男全修二
- 企画：伊藤秀裕
- 原作：内田春菊
- 脚本：友松直之
- キャラクターデザイン：西村喜廣
- 撮影：Shu G. 百瀬
- 特殊造形監督：西村喜廣
- 特殊メイク：石野大雅、奥山友太、下畑和秀
- 特殊造型：石野大雅、奥山友太、下畑和秀
- スタイリスト：宮田弘子
- 制作担当：鷲頭政充
- キャスティング協力：河野優
- 美術：福田宣
- 編集：西村喜廣
- 音響効果：丹雄二
- 音楽監修：Blood-Stained Fellow
- 主題歌：metalmouse『Liquid Sunshine - V.G vs F.G version -』
- VFXスーパーバイザー：鹿角剛司
- 照明：太田博
- 録音：中川究矢
- 助監督：松尾崇
- 制作協力：エクセレントフィルム

## 受賞
- NYアジアフィルムフェスティバル：観客賞
- モントリオール・ファンタジア映画祭：Guru Prize for Most Energetic Film of the Festival部門 銅賞
- フランス Sainte Maxime International Horror Film Festival 2009：「Midnight X-Treme部門」ブロンズ賞、最優秀作品賞 (Devildead.com選出)

## 商品情報
- DVD サントラCDを含む3枚組 40Pフォトブックレット付き（2010年2月26日発売、ポニーキャニオン）
- Blu-ray(Import) アメリカの会社ファニメーションより英語吹替え付き、英語字幕付きで発売（2010年10月19日発売）
- 書籍 原作「吸血少女」「少女フランケン」を収めた短編集「闇のまにまに 吸血少女vs少女フランケン」（2009年7月25日刊行、青林工藝舎）ISBN 978-4-88379-296-2
- Tシャツ（2009年7月発売）
  - BON-KURAとのコラボレーション 高橋ヨシキがデザインの2種類 「Vampire Girl（川村ゆきえ）Ver[3]」「Frankenstein Girl（乙黒えり）Ver[4]」 が劇場、ネットで発売
  - HYPER COREとのコラボレーション 劇場、ネットで発売